# Boris Smolenski
Boris Smolenski (en russe : Борис Смоленский) est un poète ukrainien né le 24 juillet 1921 à Mykolaïv en République socialiste soviétique d'Ukraine et mort en novembre 1941 dans l'Isthme de Carélie.

## Biographie
Fils d'un journaliste, il partit faire ses études secondaires à Moscou puis à Leningrad à la Faculté de Navigation au long cours. Après avoir perdu son père à 15 ans lors des grandes purges de 1937, il mourut à 20 ans, pendant La grande guerre patriotique, lors d'une offensive dans l'Isthme de Carélie alors qu'il venait d'écrire un poème sur García Lorca. Il avait déjà beaucoup écrit avant sa disparition prématurée mais en 1965 il n'avait pas encore été publié.

## Œuvres
- Et si la guerre nous dit, 1939, traduit par Elsa Triolet
- François Villon, 1939, traduit par Elsa Triolet
- Le Soir, étouffant dans la fumée du tabac, 1939, traduit par Elsa Triolet
- In memoriam
- Golden Moments sont éphémères